# Scaphytopius furcifer
Scaphytopius furcifer är en insektsart som beskrevs av Rauno E. Linnavuori 1959. Scaphytopius furcifer ingår i släktet Scaphytopius och familjen dvärgstritar. Inga underarter finns listade i Catalogue of Life.